# Station Lier (Noorwegen)
Station Lier is een spoorwegstation in  Lier in Viken  in  Noorwegen. Het station ligt aan Drammenbanen, direct na de Lieråsentunnel. Oorspronkelijk had het de naam Tuverud. Het station wordt bediend door de lokale lijn R13, de lijn van Drammen naar Dal.